# Télescope à masque codé

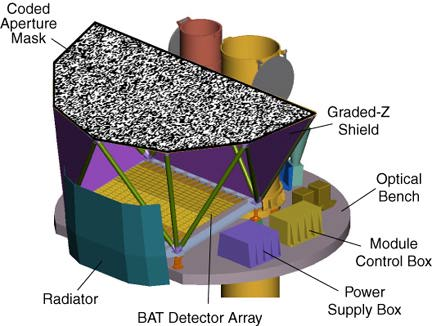
Schéma du télescope à masque codé BAT de l'observatoire spatial Swift.

Un télescope à masque codé est un instrument scientifique embarqué dans des observatoires spatiaux pour obtenir la position et mesurer l'énergie de sources de rayons gamma ou rayons X durs. 

## Problème soulevé par l'astronomie gamma

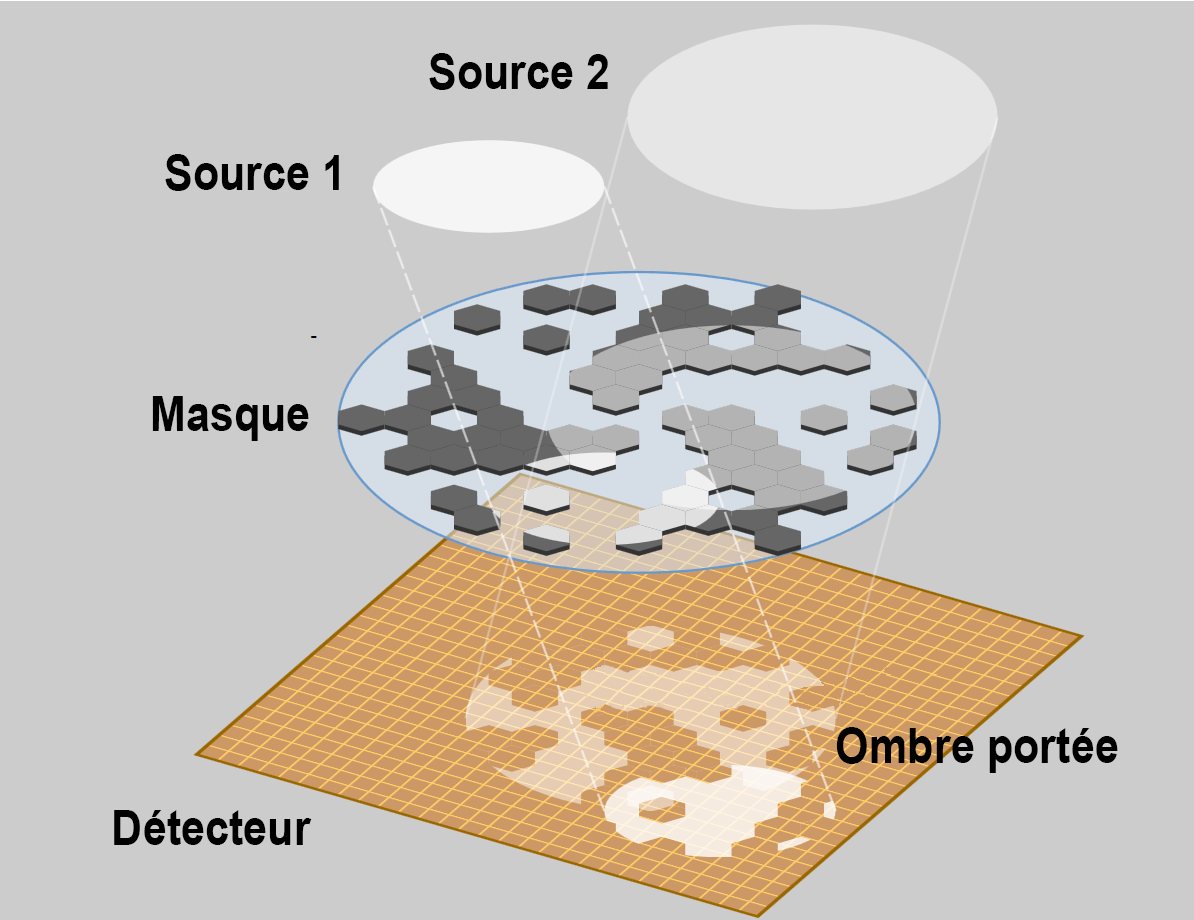
Schéma montrant le principe de fonctionnement d'un télescope à masque codé avec deux sources de rayonnement.

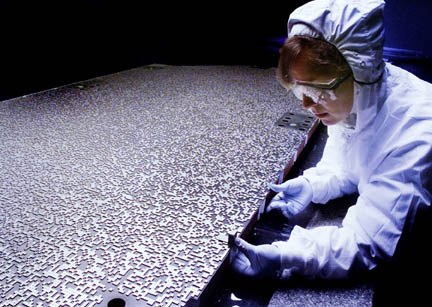
Masque codé de l'instrument BAT de l'observatoire spatial Swift.

Pour obtenir une image d'une portion de ciel, un télescope classique fait converger à l'aide de lentilles ou de miroirs la lumière émise par des objets célestes (étoiles, galaxies...) sur un détecteur qui restitue alors une image plus ou moins grossie de la région du ciel. Ce type de dispositif fonctionne lorsque l'énergie des photons n'est pas trop importante autrement dit lorsque la mesure porte sur la lumière visible, l'infrarouge, l'ultraviolet ou les rayons X mous. Les photons des rayons X durs et des rayons gamma ont une telle énergie qu'ils ne font que traverser les miroirs et lentilles sans subir aucune réflexion et ne peuvent donc être focalisés sur le détecteur. L'utilisation de miroirs réfléchissants avec une incidence rasante (télescope Wolter) conduit à des tailles d'instrument trop importantes : un photon ayant une énergie de 1 MeV nécessite une longueur focale de 500 mètres pour que la particule puisse être réfléchie.

## Principe de fonctionnement du masque codé
Pour observer les rayons X durs et les rayons gamma on interpose entre le détecteur et la source du rayonnement gamma un masque opaque à ce rayonnement mais percé de trous qui laissent passer celui-ci. Les photons qui viennent frapper le détecteur projettent donc une ombre portée de ce masque. Pour une source donnée (étoile...) l'ombre créée présente un décalage horizontal sur le détecteur qui reflète la position de la source dans le ciel. L'image obtenue par le détecteur est indirecte et doit être retraitée pour obtenir une restitution de la portion de ciel observée. Cette opération dite de déconvolution est rendue plus complexe par la multiplicité des sources de rayonnement et donc de leurs ombres qui se superposent éventuellement ainsi que par la présence d'un bruit de fond gamma. Les rayons cosmiques incidents, protons ou noyaux atomiques accélérés caractérisés par des niveaux d'énergie équivalents à ceux des photons gamma viennent également perturber les mesures effectuées par le détecteur.
La taille et la forme du masque jouent un rôle important dans les performances de l'instrument. Les masques de type URA (Uniformly Redondant Array) permettent de reconstruire la position des sources en minimisant l’influence du bruit de fond. La résolution angulaire α d’un télescope à masque codé est directement liée à la taille des pavés unitaires rectangulaires (longueur du côté L) formant le masque et à la distance H entre le masque et le détecteur. La formule est la suivante : 
- α = arctan(L / H)

## Instruments développés
Plusieurs observatoires spatiaux ont été lancés à compter de la fin des années 1990 en emportant un instrument utilisant cette technique d'observation des rayonnements gamma ou X :
- Granat (1989) instrument SIGMA
- Rossi X-ray Timing Explorer (1995) instruments RXTE et ASM
- Beppo-SAX (1996) instrument WFC
- INTEGRAL (2002) - instruments IBIS et SPI
- Swift (2004) - instrument BAT
- Astrosat (2015) instrument CZTI
- SAS-3 (1973) et RHESSI (2002) combinent masque codé et modulation temporelle
- SVOM Instrument ECLAIR (2021)

Les performances des instruments sont résumées dans le tableau ci-dessous :
| Instrument                               | SIGMA                                                                    | WFC                            | IBIS                                                          | RHESSI                            | BAT                                             | CZTI,                                               | ECLAIR                                           |
| ---------------------------------------- | ------------------------------------------------------------------------ | ------------------------------ | ------------------------------------------------------------- | --------------------------------- | ----------------------------------------------- | --------------------------------------------------- | ------------------------------------------------ |
| Observatoire spatial                     | Granat                                                                   | Beppo-SAX                      | INTEGRAL                                                      | RHESSI                            | Swift                                           | Astrosat                                            | SVOM                                             |
| Année de lancement                       | 1989                                                                     | 1996                           | 2002                                                          | 2002                              | 2004                                            | 2015                                                | 2021                                             |
| Gamme d'énergie                          | 35-1300 keV                                                              | 2-28 keV                       | 15 keV-10 MeV                                                 | 3 keV-17 MeV                      | 15-150 keV                                      | 10 - 150 keV                                        | 4 - 250 keV                                      |
| Champ de vue                             | 16° × 18° 11,4 × 10,5° (50 % sensibilité) 4,7 × 4,3° (100 % sensibilité) | 40° × 40° (20 × 20° FWHM)      | 9° × 9° entièrement codé                                      | 1°                                | 1,4 sr à moitié codé, 2,3 sr partiellement codé | 6° × 6° à 10-100 keV (compte tenu des collimateurs) | 89 × 89° (2 sr)                                  |
| Type de masque                           | Motif URA                                                                | Motif aléatoire, ouvert à 33 % |                                                               |                                   | Motif aléatoire, ouvert à 50 %                  | Motif URA, ouvert à 50 %                            | ouvert à 60 %                                    |
| Superficie du masque                     |                                                                          |                                | 1 m2                                                          |                                   | 2,6 m2                                          |                                                     |                                                  |
| Nombre éléments du masque                | 49 × 53                                                                  | 256 × 256                      | 4 × 53 × 53                                                   |                                   | 52 000                                          |                                                     |                                                  |
| Taille cellules du masque                | 9,4 × 9,4 mm                                                             | 1 × 1 mm                       |                                                               |                                   | 5 × 5 mm                                        |                                                     | 11,73 × 11,73 mm                                 |
| Autre caractéristique ouverture          |                                                                          |                                |                                                               |                                   |                                                 | Taille du masque et du détecteur identiques         |                                                  |
| Distance entre le détecteur et le masque | 2,5 mètres                                                               |                                | 3,1 mètres                                                    |                                   | 1 m                                             |                                                     | 46 cm                                            |
| Résolution angulaire                     | 13 minutes d'arc                                                         | 5 minutes d'arc                | 12 minutes d'arc                                              | 2,3 secondes d'arc                | 1-4 minutes d'arc                               | 8 minutes d'arc                                     | 10 minutes d'arc (3 pour les sursauts brillants) |
| Résolution spectrale                     | 8 % à 511 keV                                                            | 18 % à 6 keV                   | 9 % à 100 keV                                                 | 1 keV                             | 7 keV à 15-150 keV                              | ~2 % à 60 keV                                       | < 1,5 keV à 60 keV                               |
| Sensibilité                              | ~2,4 × 10−6 erg s−1 cm−2                                                 | ~2,4 × 10−8 erg s−1 cm−2       |                                                               |                                   | ~10−8 erg s−1 cm−2                              |                                                     | ~2,5 × 10−8 erg s à 5-50 keV                     |
| Détecteur                                | NaI(Tl)                                                                  | Compteur proportionnel à gaz   | ISGRI (20 keV - 1 MeV) : CdTe PICsIT (150 keV - 10 MeV) : CsI |                                   | CdZnTe                                          | CdZnTe                                              | Tellurure de cadmium                             |
| Superficie du détecteur                  | 794 cm2                                                                  | -                              | ISGRI : 2 600 cm2 PICsIT : 3 100 cm2                          |                                   | 5 240 cm2                                       | 1 000 cm2                                           | 1 024 cm2                                        |
| Nombre éléments du détecteur             |                                                                          | -                              | ISGRI : 128 × 128 PICsIT : 64 × 64                            |                                   | 256 × 128                                       | 16 384                                              | 6 400                                            |
| Taille éléments du détecteur             |                                                                          | -                              | ISGRI : 4 × 4 mm PICsIT :                                     |                                   | 4 × 4 mm                                        | 2,4 × 2,4 mm                                        | 4 × 4 mm                                         |
| Autre caractéristique                    | -                                                                        | -                              | 2 détecteurs masse : 677 kg                                   | Utilisation modulation temporelle | -                                               | Présence de collimateurs                            |                                                  |